# Nelidowo
Nelidowo (russisch Нелидово) ist eine Stadt in der Oblast Twer (Russland) mit 17.800 Einwohnern.

## Geografie

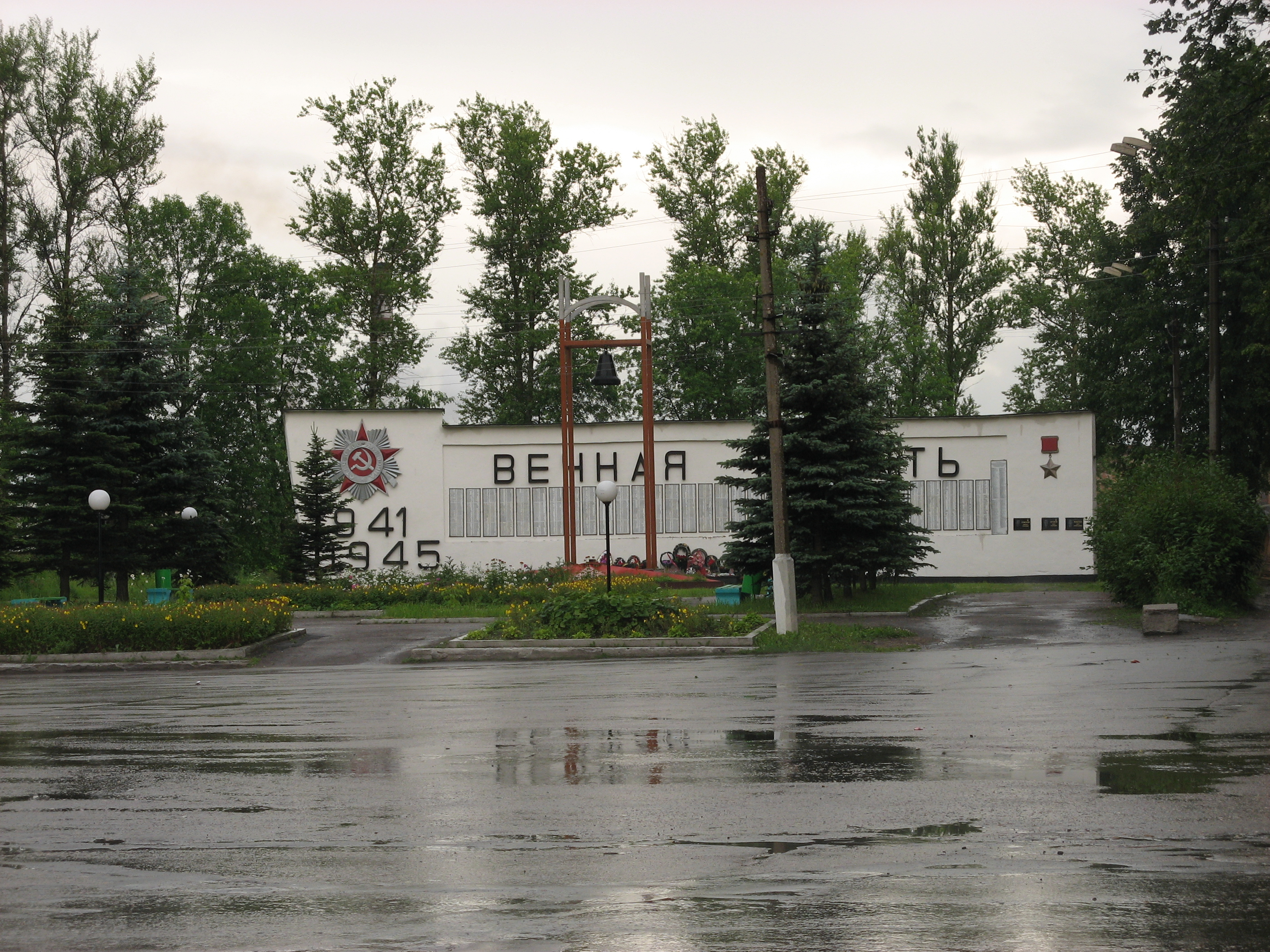
Kriegsdenkmal in Nelidowo

Die Stadt liegt im Süden der Waldaihöhen etwa 275 km südwestlich der Oblasthauptstadt Twer an der Mescha, einem  linken Nebenfluss der Düna.
Nelidowo ist der Oblast administrativ direkt unterstellt und zugleich Verwaltungszentrum des gleichnamigen Rajons.
Die Stadt liegt an der auf diesem Abschnitt 1901 eröffneten Eisenbahnstrecke Moskau–Riga (Streckenkilometer 333). Nördlich an der Stadt führt die Fernstraße M9 Moskau–Welikije Luki–lettische Grenze (weiter über Rēzekne nach Riga) vorbei.

## Geschichte
Nelidowo entstand um 1900 beim Bau der Eisenbahnstrecke Moskau–Riga in der Nähe des seit 1701 bekannten Dorfes Iotkino (auch Jotkino). Benannt wurde der Ort nach der seit dem 15. Jahrhundert in dieser Gegend ansässigen Adelsfamilie Nelidow, über deren Ländereien die Bahnstrecke verlief.
1949 erhielt der Ort das Stadtrecht.

### Bevölkerungsentwicklung
| Jahr | Einwohner |
| ---- | --------- |
| 1939 | 4.103     |
| 1959 | 26.465    |
| 1970 | 29.813    |
| 1979 | 29.045    |
| 1989 | 30.044    |
| 2002 | 26.154    |
| 2010 | 22.896    |

Anmerkung: Volkszählungsdaten

## Wirtschaft
Nelidowo ist Zentrum der holzverarbeitenden Industrie. Daneben gibt es Betriebe des Maschinenbaus (z. B. für Hydraulikpressen und Torfabbaugeräte), für Kunststoffe (in der zu Nelidow gehörenden Siedlung Schachty), der Bauwirtschaft und der Lebensmittelindustrie.
Bis in die 1990er Jahre wurde in der Umgebung Braunkohle gefördert (vgl. Stadtwappen).